# Martin Barkawitz
Martin Barkawitz  (* 22. Februar 1962 in Hamburg) ist ein deutscher Schriftsteller. Seit 1997 veröffentlichte er unter verschiedenen Pseudonymen mehr als 300 Unterhaltungsromane in unterschiedlichen Genres. Seine Werke erschienen unter anderem bei Ueberreuter und Bastei Lübbe. Er ist Mitautor der Jerry-Cotton-Reihe.
Barkawitz lebt und arbeitet heute in Osnabrück.

## Romane (Auswahl)
- Nachts kommt der Schattenmann (als Nicholas Grave), Jugendroman, Ueberreuter Verlag, Wien, 2007
- Der Fluch der Vampire (als Nicholas Grave), Jugendroman, Ueberreuter Verlag, Wien, 2007
- Gefangen im Tempel der Kali (als Nicholas Grave), Jugendroman, Ueberreuter Verlag, Wien, 2008
- Kehrwieder, Thriller, Blitz-Verlag, Windeck, 2012
- Das Armenhaus, Kriminalroman, bookshouse Verlag, 2015
- SoKo Hamburg – Ein Fall für Heike Stein: Die tote Unschuld, Kriminalroman, Action-Verlag, Essen, 2015
- Mordkuhle, Kriminalroman, Belle Epoque, Dettenhausen, 2019